# Leontodon saxatilis
Il dente di leone sassicolo (nome scientifico  Leontodon saxatilis  Lam., 1779) è una specie di pianta angiosperma dicotiledone della famiglia delle Asteraceae.

## Etimologia
Il nome del genere (Leontodon) deriva da due parole greche "leon" ( = leone), e "odous" ( = "dente") e si riferisce ai margini dentati delle foglie. L'epiteto specifico (saxatilis) deriva dalla parola "saxum"  (= sasso, roccia o pietra), ossia sono piante che crescono tra le rocce.
Il nome scientifico della specie è stato definito dal botanico Jean-Baptiste Pierre Antoine de Monet de Lamarck (1744-1829) nella pubblicazione " Flore Françoise, ou Descriptions Succinctes de Toutes les Plantes qui Croissent Naturellement en France. Paris" ( Fl. Franç. (Lamarck) 2: 115. ) del 1779.

## Descrizione

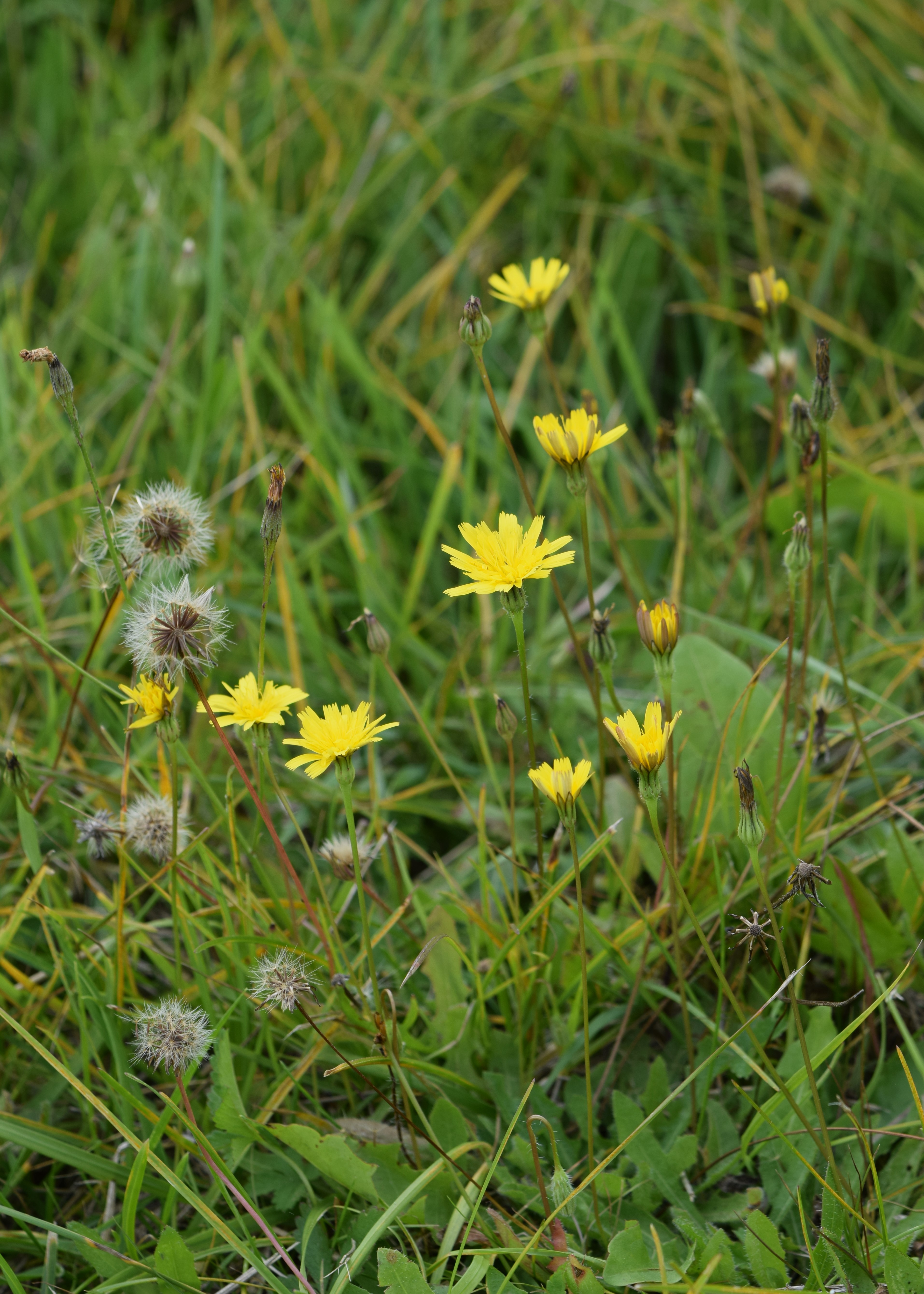
Il portamento

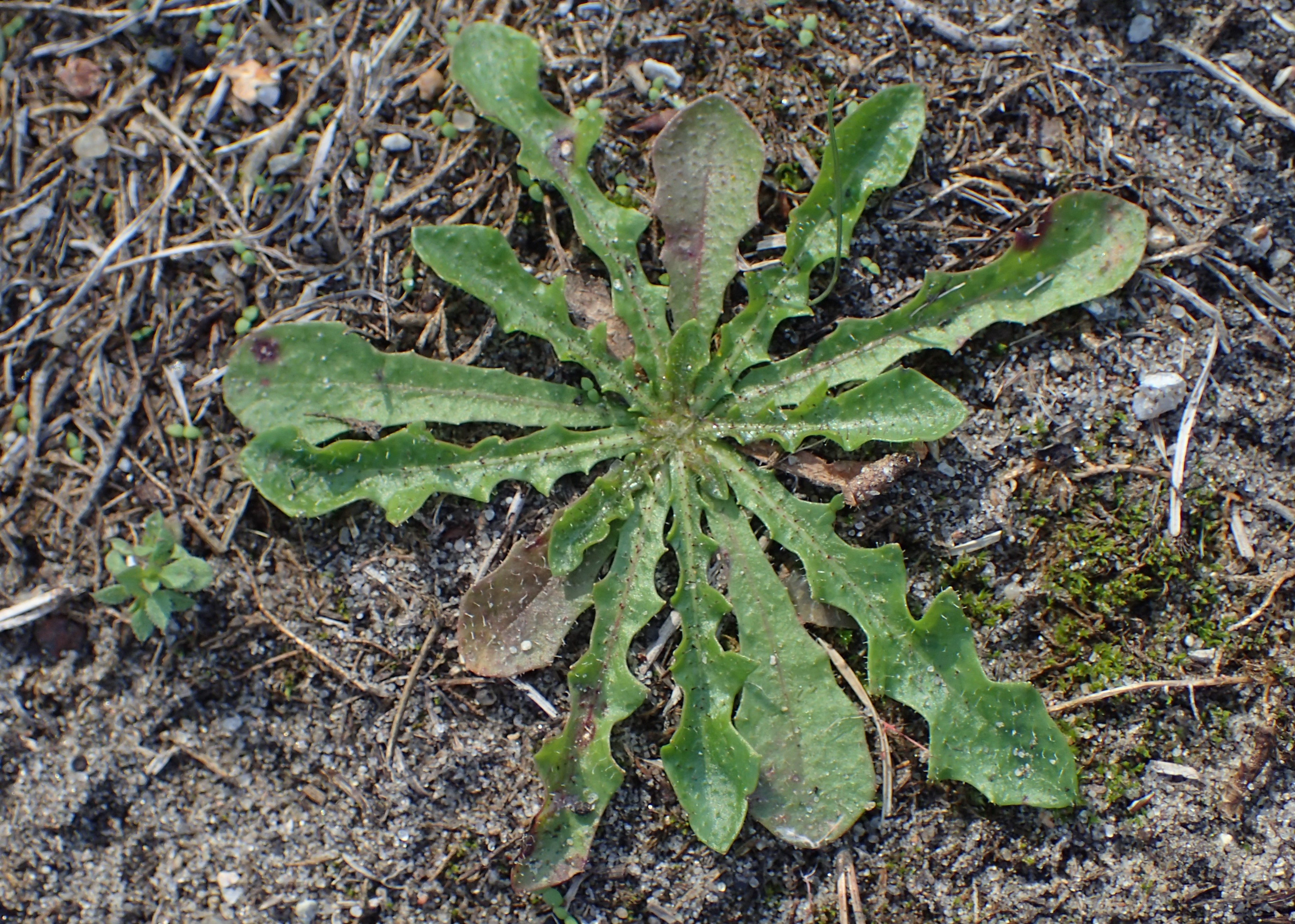
Le foglie

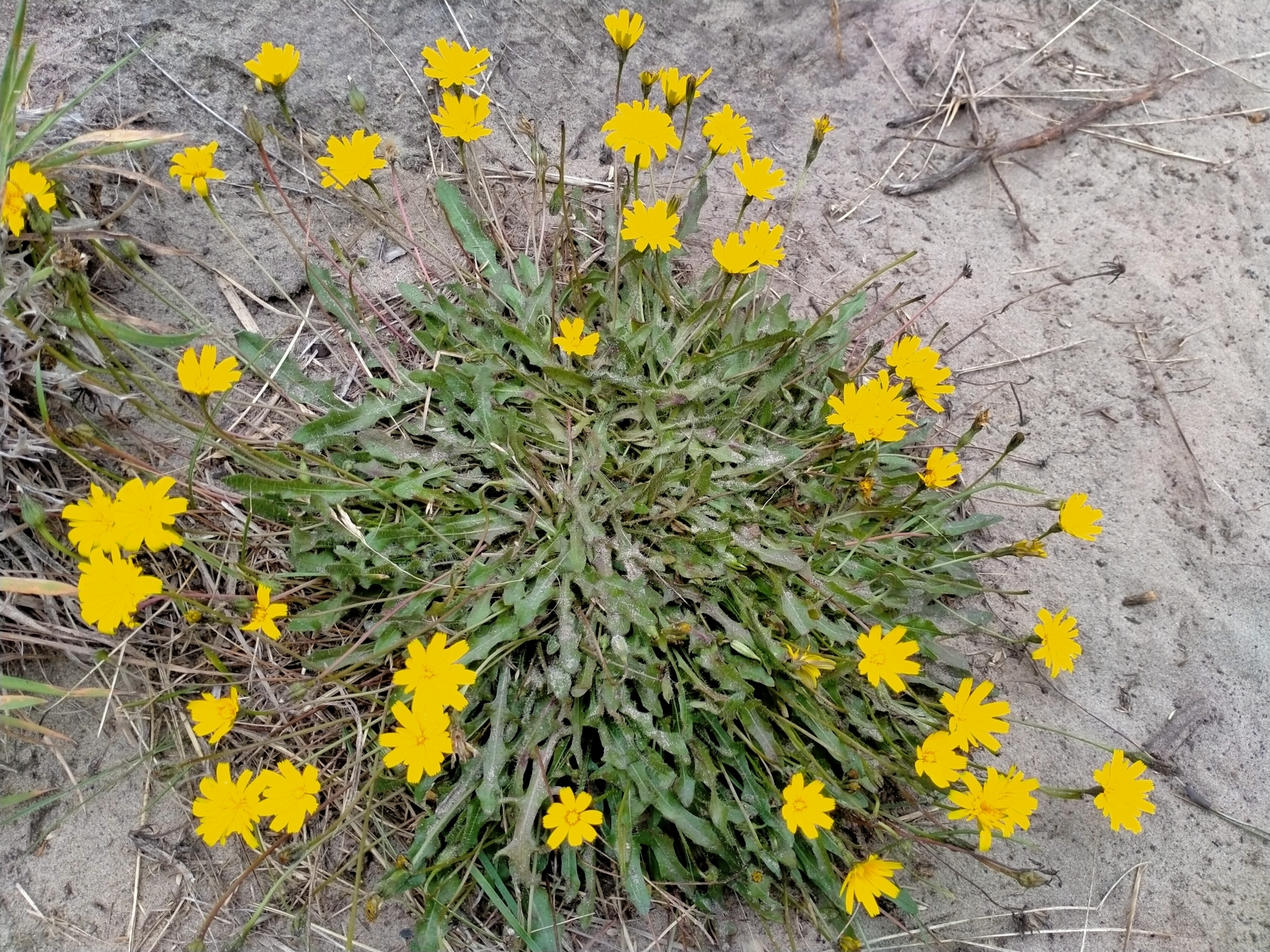
Infiorescenza

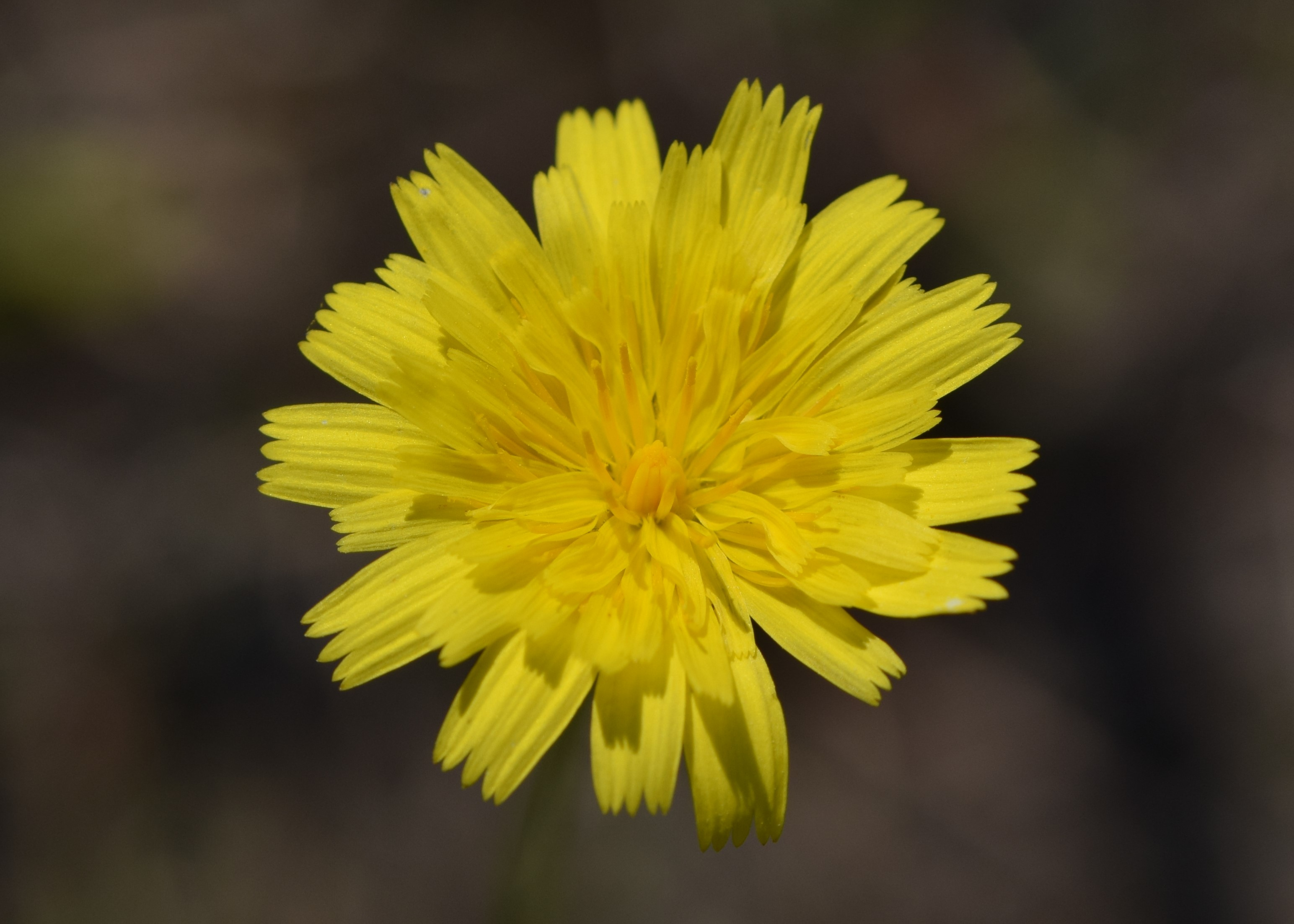
I fiori

Habitus. Il portamento è erbaceo da annuale a perenne (anche biennale). La forma biologica è terofita scaposa (T scap), ossia in generale sono piante erbacee che differiscono dalle altre forme biologiche poiché, essendo annuali, superano la stagione avversa sotto forma di seme e sono munite di asse fiorale eretto e spesso privo di foglie; ma anche emicriptofita scaposa (H scap). Alcune parti della pianta sono provviste di latice. La maggior parte di queste piante sono ricoperte da peli stellati.
Radici. Le radici sono secondarie da rizoma e possono essere di tipo fibroso.
Fusto. la parte aerea del fusto è uno scapo sottile, nudo (afillo) con infiorescenze terminali; per ogni pianta si possono avere diversi steli (o scapi). La pubescenza è formata da pochi peli forcati. Queste piante arrivano ad una altezza di 10 – 30 cm.
Foglie. In genere queste piante sono provviste di una rosetta basale (le foglie cauline non sono presenti) con foglie disposte in modo patente e piccioli il più delle volte arrossati e alati. La lamina delle foglie è di tipo da quasi intero a sinuato-dentato. La superficie può essere glabra o altrimenti è sparsamente ricoperta da peli di tipo forcato con stipite lungo 1 - 1,7 mm e debolmente ondulato terminante con 2 - 3 raggi diritti o più o meno obliqui.
Infiorescenza.  Le infiorescenze sono composte da singoli capolini peduncolati per ogni stelo (gli scapi normalmente sono indivisi). I peduncoli possono essere ingrossati appena sotto l'infiorescenza. I capolini, penduli prima dell'antesi, sono formati da un involucro a forma cilindrica o campanulata composto da brattee (o squame) disposte in modo embricato su più serie (usualmente 2) all'interno delle quali un ricettacolo fa da base ai fiori tutti ligulati. Le brattee dell'involucro possono essere glabre o poco ricoperte da peli simili a quelli delle foglie; la forma delle squame è lineare (talvolta quelle esterne sono lanceolate); quelle interne sono lunghe quasi quanto le setole del pappo; tutte le brattee hanno un vistoso margine scuro. Il ricettacolo è nudo, ossia privo di pagliette a protezione della base dei fiori. Diametro del capolino: 15 – 25 mm.
Fiori. I fiori sono ermafroditi, zigomorfi, tetra-ciclici (calice – corolla – androceo – gineceo) e pentameri (a 5 elementi). Nelle specie di questo genere i fiori sono solamente quelli ligulati; i fiori tubulosi non sono presenti. Talvolta i fiori più periferici sono unisessuali e con canali laticiferi.
- Formula fiorale:

*/x K {\displaystyle \infty }, [C (5), A (5)], G 2 (infero), achenio
- Calice: i sepali sono ridotti ad una coroncina di squame.
- Corolla: i petali alla base sono saldati a tubo e terminano con una ligula a 5 denti (è la parte finale dei cinque petali saldati fra di loro). Il colore dei fiori normalmente è giallo; i fiori più esterni sul lato inferiore possono essere grigio-bluastri.
- Androceo: gli stami sono 5 con filamenti liberi e distinti, mentre le antere sono saldate in un manicotto (o tubo) circondante lo stilo.[15] Le antere alla base sono acute. Il polline è tricolporato.[16]
- Gineceo: lo stilo è filiforme. Gli stigmi dello stilo sono due divergenti e ricurvi con la superficie stigmatica posizionata internamente (vicino alla base).[17] L'ovario è infero uniloculare formato da 2 carpelli.
- Antesi: da luglio a settembre.

Frutti. I frutti sono degli acheni con pappo. Gli acheni interni differiscono da quelli esterni. Gli acheni periferici terminano a punta con un pappo simile ad una coroncina di squame, ognuno avvolto da una brattea involucrale. Quelli centrali sono rostrati ed hanno un pappo piumoso.

## Biologia
- Impollinazione: l'impollinazione avviene tramite insetti (impollinazione entomogama tramite farfalle diurne e notturne).
- Riproduzione: la fecondazione avviene fondamentalmente tramite l'impollinazione dei fiori (vedi sopra).
- Dispersione: i semi (gli acheni) cadendo a terra sono successivamente dispersi soprattutto da insetti tipo formiche (disseminazione mirmecoria). In questo tipo di piante avviene anche un altro tipo di dispersione: zoocoria. Infatti gli uncini delle brattee dell'involucro si agganciano ai peli degli animali di passaggio disperdendo così anche su lunghe distanze i semi della pianta.

## Distribuzione e habitat

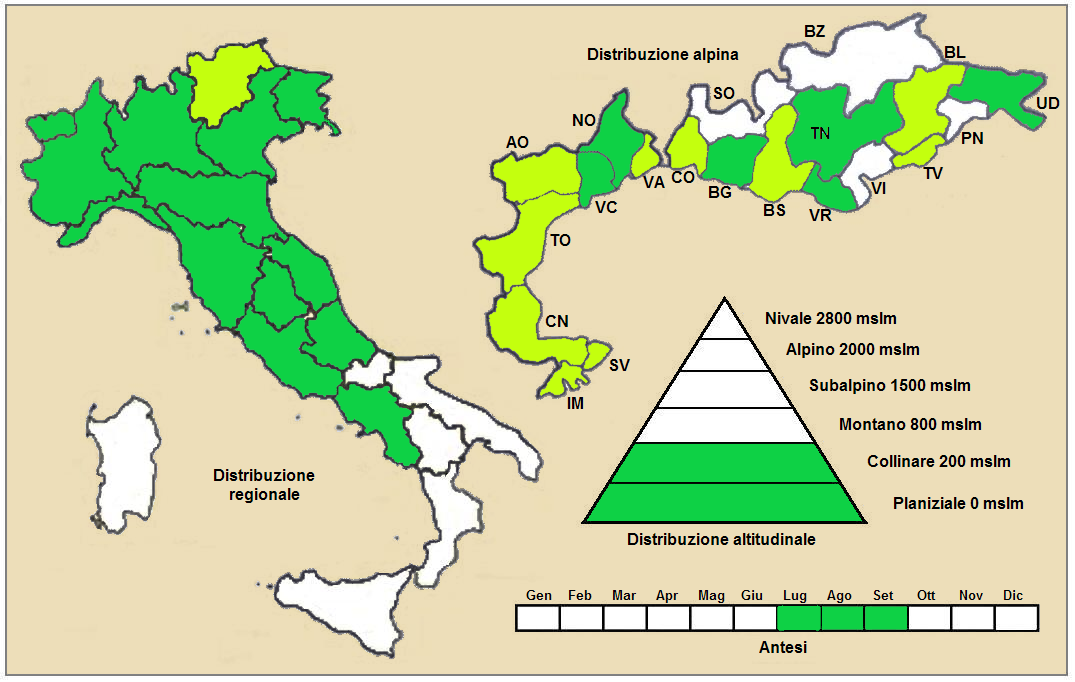
Distribuzione della pianta (Distribuzione regionale – Distribuzione alpina)

- Geoelemento: il tipo corologico (area di origine) è  Orofita - Mediterraneo.
- Distribuzione: in Italia questa specie si trova nelle Prealpi (più raramente altrove). Fuori dall'Italia, sempre nelle Alpi, questa specie si trova in Francia, Svizzera e Austria. Sugli altri rilievi collegati alle Alpi è presente nella Foresta Nera, Massiccio del Giura, Massiccio Centrale e Carpazi.[19] Nel resto dell'Europa e dell'areale del Mediterraneo si trova in Europa e nel Marocco.[2]
- Habitat: l'habitat preferito per queste piante sono i prati aridi marnosi, i pascoli e le sponde degli stagni. Il substrato preferito è calcareo ma anche siliceo con pH acido, medi valori nutrizionali del terreno che deve essere mediamente umido.
- Distribuzione altitudinale: sui rilievi alpini, in Italia, queste piante si possono trovare fino a 1.000 m s.l.m.; nelle Alpi frequentano quindi i seguenti piani vegetazionali: collinare (oltre a quello planiziale).

### Fitosociologia

#### Areale alpino
Dal punto di vista fitosociologico alpino Leontodon saxatilis appartiene alla seguente comunità vegetale:
Formazione: delle comunità delle macro- e megaforbie terrestri
Classe: Molinio-Arrhenatheretea
Ordine: Arrhenatheretalia elatioris
Alleanza: Cynosurion

#### Areale italiano
Per l'areale completo italiano Leontodon saxatilis appartiene alla seguente comunità vegetale:
Macrotipologia: vegetazione delle praterie
Classe: Molinio-Arrhenatheretea Tüxen, 1937
Ordine: Plantaginetalia majoris Tüxen ex Von Rochow, 1951
Alleanza: Trifolio fragiferi-Cynodontion dactylonis Br.-Bl. & O. Bolos, 1958
Descrizione. L'alleanza Trifolio fragiferi-Cynodontion dactylonis è relativa alle comunità soggette a pascolo e a calpestio, che crescono su suoli compatti, umidi e ricchi di nutrienti (azoto e fosforo). I piani bioclimatici di riferimento variano da termo- a supramediterraneo e la distribuzione è relativa al Mediterraneo occidentale.
Specie presenti nell'associazione: Trifolium bocconei, Trifolium lappaceum, Trifolium squarrosum, Kickxia commutata, Lotus angustissimus, Gastridium ventricosum, Cichorium pumilum, Cynodon dactylon, Lolium perenne, Mentha pulegium, Medicago murex, Panicum repens, Phyla nodiflora, Conyza canadensis, Imperata cylindrica, Trifolium fragiferum, Trifolium tomentosum, Plantago coronopus, Leontodon saxatilis e Medicago arabica.

## Tassonomia
La famiglia di appartenenza di questa voce (Asteraceae o Compositae, nomen conservandum) probabilmente originaria del Sud America, è la più numerosa del mondo vegetale, comprende oltre 23.000 specie distribuite su 1.535 generi, oppure 22.750 specie e 1.530 generi secondo altre fonti (una delle checklist più aggiornata elenca fino a 1.679 generi). La famiglia attualmente (2021) è divisa in 16 sottofamiglie.

### Filogenesi
Il genere di questa voce appartiene alla sottotribù Hypochaeridinae della tribù Cichorieae (unica tribù della sottofamiglia Cichorioideae). In base ai dati filogenetici la sottofamiglia Cichorioideae è il terz'ultimo gruppo che si è separato dal nucleo delle Asteraceae (gli ultimi due sono Corymbioideae e Asteroideae). La sottotribù Hypochaeridinae fa parte del "quarto" clade della tribù; in questo clade è posizionata nel "core" del gruppo , vicina alle sottotribù Crepidinae e Chondrillinae.
Il genere di questa voce, nell'ambito della sottostribù occupa il "core" del gruppo, e con i generi Picris e Helminthotheca formano un "gruppo fratello". Ricerche recenti hanno dimostrato che il genere Leontodon nella delimitazione tradizionale è polifiletico. La sezione Thrincia insieme ai generi Picris e Helminthotheca formano una politomia, mentre le due sezioni Leontodon e  Asterothrix formano un "gruppo fratello" monofiletico.
La specie di questa voce appartiene alla sezione Thrincia: il centro della distribuzione di Thrincia è il Mediterraneo occidentale. Queste piante condividono peli a 2 - 3 rami, diritti o uncinati. Gli acheni sono dimorfi (esterni e interni): il pappo degli acheni esterni ha la forma di una coroncina cartilaginea; quello degli acheni interni è peloso. Questo gruppo è diviso in due cladi: (1) uno con la specie L. tuberosus distribuita nel Mediterraneo sud-occidentale e la specie L. maroccanus; (2) l'altro comprendente L. tingitanus (dalla Spagna al Marocco) e il gruppo di L. saxatilis. Il numero cromosomico predominante di base è x = 4.
I caratteri distintivi per la specie di questa voce sono:
- questa pianta è priva di tuberi;
- l'indumento è fatto in prevalenza da peli forcati;
- gli acheni interni sono diversi da quelli esterni;
- il pappo degli acheni interni è ridotto ad una breve coroncina cartilaginea.

Il numero cromosomico della specie è: 2n = 8.

### Sottospecie
Per questa specie sono indicate le seguenti sottospecie:
- Leontodon saxatilis subsp. crassifolius (Welw. ex Mariz) P. Silva, 1987 - Distribuzione: Francia e Spagna.
- Leontodon saxatilis subsp. mesorrhynchus (Maire) Maire, 1934 - Distribuzione: Marocco.
- Leontodon saxatilis subsp. perennis  (Emb. & Maire) Maire, 1934 - Distribuzione: Marocco.
- Leontodon saxatilis subsp. rothii Maire, 1934 - Distribuzione: Francia, Spagna e Magreb.
- Leontodon saxatilis subsp. saxatilis: è la stirpe principale presente in Italia.

### Sinonimi
La specie di questa voce, in altri testi, può essere chiamato con nomi diversi. L'elenco che segue indica alcuni tra i sinonimi più frequenti:
Sinonimi per la sottospecie mesorrhynchus
- Leontodon nudicaulis subsp. mesorrhynchus Maire
- Leontodon taraxacoides subsp. mesorrhynchus  (Maire) Valdés
- Thrincia mesorrhyncha  (Maire) Pau